# Naked Flame
Naked Flame — третій альбом гурту Mad Heads, який був виданий у 2002 році компанією «JRC».
У 2006 році платівка була перевидана лейблом «Comp Music».

## Пісні
1. Naked Flame
2. Stinky Town
3. Tonight I'm Alone
4. Electricity
5. Flew Away
6. Over My Dead Body
7. The Wave 999
8. Spring In The Bushes
9. Frightened By The Darkness
10. Sleeping
11. Won't Get Tired
12. Prukr Goes Surfin'
13. Psycholella
14. The Road
15. Мовчання Козлів
16. По Барабану
17. Полетаем

Перевидання містить два відеокліпи на пісні «По Барабану» та «Полетаем».

## Додаткова інформація
Музика і слова Вадима Красноокого, крім 17 пісні — Укупник/Залужна.
Аранжування — Mad Heads.